# Gladkopvissen
Gladkopvissen (Alepocephalidae) zijn een familie van straalvinnige vissen uit de orde van Spieringachtigen (Osmeriformes).

## Geslachten
- Alepocephalus A. Risso, 1820
- Asquamiceps Zugmayer, 1911
- Aulastomatomorpha Alcock, 1890
- Bajacalifornia C. H. Townsend & Nichols, 1925
- Bathylaco Goode & T. H. Bean, 1896
- Bathyprion N. B. Marshall, 1966
- Bathytroctes Günther, 1878
- Conocara Goode & T. H. Bean, 1896
- Einara A. E. Parr, 1951
- Herwigia J. G. Nielsen, 1972
- Leptochilichthys Garman, 1899
- Leptoderma Vaillant, 1886
- Microphotolepis Sazonov & Parin, 1977
- Mirognathus A. E. Parr, 1951
- Narcetes Alcock, 1890
- Photostylus Beebe, 1933
- Rinoctes A. E. Parr, 1952
- Rouleina Fowler, 1925
- Talismania Goode & T. H. Bean, 1896
- Xenodermichthys Günther, 1878